# Thesium subsimile
Thesium subsimile är en sandelträdsväxtart som beskrevs av N. E. Brown. Thesium subsimile ingår i släktet spindelörter, och familjen sandelträdsväxter. Inga underarter finns listade i Catalogue of Life.